# Glockendon
Glockendon è una famiglia tedesca di miniatori, attivi a Norimberga nel XVI secolo.

## Storia
Il capostipite fu Georg Glockendon (...- Norimberga 1514), decoratore e calligrafo dell'elettore di Sassonia nei primi anni del XVI secolo, e incisore in legno.
Suo figlio Nikolaus Glockendon, forse l'artista più importante della famiglia, ha lasciato gran copia di miniature (in genere derivate da opere di Albrecht Dürer, Lucas Cranach il Vecchio e Martin Schongauer), in cui mostra spiccato gusto cromatico e felice disposizione sulle scene: tra le sue opere migliori sono da menzionare gli Atti di Norimberga del 1513 e 1514, il Messale del cardinale di Brandeburgo (1524, Biblioteca di Aschaffenburg), i Libri d'Ore della Biblioteca Estense universitaria di Modena e quelli della Biblioteca di Stato di Berlino del 1525, nei quali lo sfarzo e la ricchezza dei colori, se non di fantasia e di finezza, mostrano il suo tentativo di gareggiare con le analoghe grandi opere fiamminghe e francesi.
Suo fratello Albrecht Glockendon il Vecchio fu, tra il 1515 e il 1545, miniatore di corte del duca Guglielmo IV di Baviera, per il quale decorò con minuta ricchezza il Libro d'Ore della Biblioteca nazionale austriaca di Vienna e il celebre Messale Glockendon (Norimberga, Biblioteca Municipale), in collaborazione con il figlio Georg Glockendon il Giovane (1492-1553), che eseguì anche un Libro d'Ore per il cardinale duca di Brandeburgo (1537, Vienna, Biblioteca Nazionale).
I suoi figli Albrecht Blockendon il Giovane, autore di una splendida Geomanzia (Heidelberg, Biblioteca Universitaria) eseguita dal 1552 al 1557, e Gabriel Blockendon, attivo a Norimberga sino al 1583, conclusero degnamente l'attività miniatoria della famiglia.